# PFC Botev Plovdiv
PFC Botev Plovdiv é uma equipe búlgara de futebol, com sede em Plovdiv. Disputa a primeira divisão da Bulgária (A Group).
Os seus jogos como anfitrião são disputados no Hristo Botev Stadium, que tem capacidade para 18.777 espectadores.

## Historia
Foi fundado em 1912 em Plovdiv, e é o mais antigo clube de futebol ainda existente na Bulgária, sendo denominado Botev em homenagem ao herói nacional búlgaro Hristo Botev. Desde então o nome do clube foi alterado várias vezes por razões políticas: Botev (1912-1946), DNV (1947-51), DNA (1952-57), SKNA (1957), Botev (1957-1968) e Trakia (1968-1989). O nome atual é PFC Botev Plovdiv. As cores do clube, amarelo e preto, foram adotadas em 1917.
Em 30 de agosto de 1925, os canários jogaram sua primeira partida internacional oficial contra o turco Fenerbahçe, O Botev Plovdiv tornou-se campeão  nacional pela primeira vez em 1929, ganhando a final contra o Levski Sofia. Os canários ganharam 1-0 o jogo final em Sófia. O gol foi marcado por Nikola Shterev. Os jogadores-chave durante este período incluíram Nikola Shterev, Stancho Prodanov, Vangel Kaundzhiev e Mihail Kostov, que também jogaram para a seleção nacional. Em 1967, Botev tornou-se campeão Bulgáro pela segunda vez, o time do campeonato apresentou vários jogadores notáveis, como Viden Apostolov, Georgi Popov e Rayko Stoynov, com Vasil Spasov como treinador principal. Botev representou a Bulgária na Copa dos Campeões Europeus 1967-68, onde perderam na primeira rodada para Rapid Bucureşti após a vitória 2: 0 em Plovdiv e derrota 0-3 na Romênia.
Em 1992, o clube foi comprado por um conglomerado de corretores liderados por Hristo Alexandrov e Hristo Danov. Eles trouxeram jogadores com experiência no futebol búlgaro, como Nasko Sirakov, Bozhidar Iskrenov, Kostadin Vidolov e Borislav Mihaylov. Nesse período, Botev contratou o primeiro estrangeiro da história do clube, o húngaro Roberto Szabay. Esses grandes investimentos, porém, não trouxeram resultados significativos e o clube só alcançou o terceiro lugar na A PFG em 1993, 1994 e 1995.
Em 19 de março de 1999, o Botev foi adquirido por Dimitar Hristolov. Este dia marcou o início de anos difíceis para o clube. Na temporada de 2000-01, o time foi rebaixado para o B PFG, depois de jogar 47 anos no A PFG. O Botev passou uma temporada na segunda divisão e rapidamente voltou à primeira divisão, mas em 2004 o clube foi rebaixado pela segunda vez. De 2005 a 2009 o clube disputou a A PFG, mas na segunda parte da tabela classificativa.
Em setembro de 2009, Botev Plovdiv estabeleceu um recorde incomum depois de escalar sete jogadores italianos na derrota fora de casa por 1–2 contra o Litex Lovech, tornando-se o primeiro clube A PFG a apresentar tantos estrangeiros da mesma nacionalidade.
Em 24 de fevereiro de 2010, Botev Plovdiv foi rebaixado administrativamente do A PFG devido a dificuldades financeiras. Os oponentes de Botev receberam vitórias por 3 a 0 por padrão durante a segunda metade da temporada.
Após o colapso financeiro em 2010, Botev Plovdiv foi rebaixado para o terceiro nível do futebol búlgaro, o Grupo V amador para a temporada 2010-11. O clube foi totalmente reconstruído a nível administrativo, vários jogadores búlgaros com primeira liga e experiência internacional ajudaram a equipa a regressar ao Grupo B, como o avançado Atanas Kurdov, o médio Todor Timonov, o capitão Nikolay Manchev e o guarda-redes Armen Ambartsumyan. O clube ficou invicto e conquistou sua terceira liga regional, sendo assim promovido à segunda divisão do futebol búlgaro.
Um novo treinador foi contratado para a temporada 2011-12 do Grupo B. Petar Houbchev, que já tinha experiência internacional como jogador e treinador, sucedeu a Kostadin Vidolov. A falta de bons resultados, porém, levou Hubchev a ser demitido do cargo em outubro de 2011. Botev Plovdiv então chegou a um acordo com um novo técnico - Milen Radukanov, que também não apresentou bons resultados. Portanto, Kostadin Vidolov voltou ao comando do clube e conseguiu ser promovido ao primeiro escalão do futebol búlgaro, após uma vitória por 2 a 0 sobre o Sportist Svoge nos play-offs.
Na temporada 2012–13 do Grupo A, o clube teve um bom desempenho e terminou em quarto lugar. Botev Plovdiv foi autorizado a participar da UEFA Europa League de 2013–14, ocupando o lugar do então com dificuldades financeiras CSKA Sofia, isso marcou o retorno da equipe na Europa, após 18 anos de ausência. O clube derrotou nomes como Astana e Zrinjski Mostar, antes de ser eliminado pelo Stuttgart na terceira pré-eliminatória. Em 2013–14, Botev Plovdiv terminou em quarto lugar mais uma vez e também alcançou a final da Copa da Bulgária de 2013–14, onde perdeu por 0–1 para o Ludogorets Razgrad. O clube enfrentou os mesmos adversários na partida da Supercopa da Bulgária de 2014, que foi perdida por 1–3. No front europeu, o time participou da UEFA Europa League de 2014–15, onde conseguiu eliminar o Libertas, antes de perder para o St. Nas temporadas seguintes, o clube frequentemente garantiu lugares no meio da tabela.
Em 24 de maio de 2017, Botev Plovdiv conquistou seu terceiro título da copa búlgara na vitória por 2 a 1 sobre o Ludogorets Razgrad, onde enfrentaram Partizani Tirana e Beitar Jerusalem, antes de serem eliminados pelo Marítimo na terceira pré-eliminatória. Em 9 de agosto de 2017, o clube conquistou seu primeiro título da Supercopa da Bulgária, derrotando o Ludogorets Razgrad por 5–4 nos pênaltis, após um empate de 1–1 no tempo regulamentar. Em junho de 2021, foi anunciado o estabelecimento de uma equipe reserva, Botev Plovdiv II. Em julho de 2021, o clube foi adquirido pelo ex-proprietário do Reading Football Club, Anton Zingarevich.

## Liga dos Campeões da UEFA
| Sesão   | Rodada          | Pais    | Clube           | Casa  | Fora        | Agregado |
| ------- | --------------- | ------- | --------------- | ----- | ----------- | -------- |
| 1967-68 | primeira rodada | Romênia | Rapid București | 2 – 0 | 0 – 3 (aet) | 2 – 3    |
| 1985–86 | primeira rodada | Suécia  | Göteborg        | 1 – 2 | 2 – 3       | 3 – 5    |

## UEFA Europa League
| Sessão' | Rodada          | Pais                 | Clube            | Casa  | Fora  | Agregado   |
| ------- | --------------- | -------------------- | ---------------- | ----- | ----- | ---------- |
| 1978–79 | primeira rodada | Alemanha             | Hertha BSC       | 1 – 2 | 0 – 0 | 1 – 2      |
| 1986–87 | primeira rodada | Malta                | Hibernians       | 8 – 0 | 2 – 0 | 10 – 0     |
| 1986–87 | segunda rodada  | Iugoslávia           | Hajduk Split     | 2 – 2 | 1 – 3 | 3 – 5      |
| 1987–88 | primeira rodada | Iugoslávia           | Crvena zvezda    | 2 – 2 | 0 – 3 | 2 – 5      |
| 1988–89 | primeira rodada | União Soviética      | Dinamo Minsk     | 1 – 2 | 0 – 0 | 1 – 2      |
| 1992–93 | primeira rodada | Turquia              | Fenerbahçe       | 2 – 2 | 1 – 3 | 3 – 5      |
| 1993–94 | primeira rodada | Grécia               | Olympiacos       | 2 – 3 | 1 – 5 | 3 – 8      |
| 1995–96 | primeira rodada | Geórgia              | Dinamo Tbilisi   | 1 – 0 | 1 – 0 | 2 – 0      |
| 1995–96 | segunda rodada  | Espanha              | Sevilla          | 1 – 1 | 0 – 2 | 1 – 3      |
| 2013–14 | primeira rodada | Cazaquistão          | Astana           | 5 – 0 | 1 – 0 | 6 – 0      |
| 2013–14 | segunda rodada  | Bósnia e Herzegovina | Zrinjski Mostar  | 2 – 0 | 1 – 1 | 3 – 1      |
| 2013–14 | terceira rodada | Alemanha             | Stuttgart        | 1 – 1 | 0 – 0 | 1 – 1 (GF) |
| 2014–15 | primeira rodada | São Marino           | Libertas         | 4 – 0 | 2 – 0 | 6 – 0      |
| 2014–15 | segunda rodada  | Áustria              | St. Pölten       | 2 – 1 | 0 – 2 | 2 – 3      |
| 2017–18 | primeira rodada | Albânia              | Partizani Tirana | 1 – 0 | 3 – 1 | 4 – 1      |
| 2017–18 | Segunda rodada  | Israel               | Beitar Jerusalem | 4 – 0 | 1 – 1 | 5 – 1      |
| 2017–18 | terceira rodada | Portugal             | Marítimo         | 0 – 0 | 0 – 2 | 0 – 2      |

## Taça dos Clubes Vencedores de Taças
| Sessão  | Rodada          | País       | Clube            | Casa  | Fora  | agregado |
| ------- | --------------- | ---------- | ---------------- | ----- | ----- | -------- |
| 1962–63 | preliminares    | Roménia    | Steaua București | 5 – 1 | 2 – 3 | 7 – 4    |
| 1962–63 | primeira rodada | Irlanda    | Shamrock Rovers  | 1 – 0 | 4 – 0 | 5 – 0    |
| 1962–63 | quartas-finais  | Espanha    | Atlético Madrid  | 1 – 1 | 0 – 4 | 1 – 5    |
| 1981–82 | primeira rodada | Espanha    | Barcelona        | 1 – 0 | 1 – 4 | 2 – 4    |
| 1984–85 | primeira rodada | Luxemburgo | Union Luxembourg | 4 – 0 | 1 – 1 | 5 – 1    |
| 1984–85 | segunda rodada  | Alemanha   | Bayern Munich    | 2 – 0 | 1 – 4 | 3 – 4    |

### Taça das Cidades com Feiras
| sessão  | rodada          | pais       | clube         | casa  | fora  | agregado  |
| ------- | --------------- | ---------- | ------------- | ----- | ----- | --------- |
| 1968–69 | primeira rodada | Espanha    | Real Zaragoza | 3 – 1 | 0 – 2 | 3 – 3 (a) |
| 1970–71 | primeira rodada | Inglaterra | Coventry City | 1 – 4 | 0 – 2 | 1 – 6     |

## Títulos
- Campeonato Búlgaro
- Campeão: (2): 1929, 1967
- Vice :(2): 1963, 1986

▪Copa da Bulgária
- Campeão:(3): 1962, 1981 e 2023-24
- Vice (10): 1947, 1956, 1963, 1964, 1984, 1991, 1993, 1995, 2014, 2017